# Zodiac Killers
Pour plus de détails, voir Fiche technique et Distribution.
Zodiac Killers (chinois simplifié : 极道追踪 ; chinois traditionnel : 極道追踪 ; pinyin : Jí dào zhuīzōng ; cantonais Jyutping : Gik6 Dou6 Zeoi1 Zung1) est un film hongkongais réalisé par Ann Hui, sorti en 1991.

## Synopsis
Ben, un étudiant hongkongais à Tokyo rencontre Tieh-Lan, une jeune chinoise qui travaille comme hôtesse dans un bar de Shinjuku. Il se trouve bientôt confronté au monde des yakuzas.

## Fiche technique
- Titre : Zodiac Killers
- Titre original : 極道追踪 (pinyin : Jí dào zhuīzōng ; cantonais Jyutping : Gik6 Dou6 Zeoi1 Zung1)
- Réalisation : Ann Hui
- Scénario : Raymond To et Wu Nien-jen
- Musique : Schtung et Wong Si-yuen
- Photographie : David Chung
- Montage : Ma Kam et David Wu
- Société de production : Friends Cheer, Golden Harvest Company et Paragon Films
- Pays d'origine :  Hong Kong
- Format : Couleurs - 1,85:1 - Mono - 35 mm
- Genre : Drame
- Durée : 97 minutes
- Date de sortie : 
  - Hong Kong : 20 juillet 1991

## Distribution
- Andy Lau : Ben Li
- Cherie Chung : Meng Tieh-lan
- Jun'ichi Ishida : Asano
- Yasuaki Kurata : Ishikawa
- Kyōko Kishida : Geisha Miyako
- Chung Hua Tou : Chang Chih